# Moča
Moča (in ungherese Dunamocs) è un comune della Slovacchia facente parte del distretto di Komárno, nella regione di Nitra.